# Địa điểm chôn cất Kitô giáo cổ tại Pécs
Địa điểm chôn cất Kitô giáo cổ tại Pécs là một thành phố, hiện là một Necropolis chôn cất những người theo Đạo Thiên Chúa cổ được xây từ thời Đế quốc La Mã tại Pécs, Sopianae. Trước đây, thành phố này được cai trị bởi Charlemagne, đại đế của Đế quốc La Mã Thần thánh. Năm 2000, UNESCO đã công nhận Địa điểm chôn cất Kitô giáo cổ tại Pécs là di sản thế giới.